# Boreus jezoensis
Boreus jezoensis är en näbbsländeart som beskrevs av Hori och Yutaka Morimoto 1996. Boreus jezoensis ingår i släktet Boreus och familjen snösländor. Inga underarter finns listade i Catalogue of Life.